# Хришћански социјализам
Хришћански социјализам је форма социјализма заснована на хришћанским вредностима и учењима Исуса Христа. Многи чланови хришћанским деноминација проналазе да се њихова религијска уверења о људском друштву поклапају са социјалистичким принципима и идејама. Као резултат тога, хришћански социјалисти су покрет у оквиру хришћанства и хришћанских деноминација, те ширег социјалистичког покрета.

## Увод
Социјализам (енгл. socialism; франц. socialisme; нем. sozialismus; порекло према лат. socialis: друштвени; савезнички), у најширем смислу, може се одредити као политичка филозофија која заговара друштво засновано на идејама једнакости, дељења, заједништва, солидарности и социјалне правде.
Постоје различите варијанте социјализма: утопијски социјализам, хришћански социјализам, демократски социјализам, револуционарни социјализам, реформистички социјализам, слободарски социјализам, аграрни социјализам, исламски социјализам, итд. Теоријске и практичне разлике међу њима су понекад толико велике да им је неретко заједничко само име.

## Хришћанство и социјализам
Однос хришћанства и социјализма је врло близак. Може се рећи да ранохришћанска критика злостављања сиромашних, позив на праведну расподелу добара, успостављање заједничке имовине, праведнијих и хуманијих односа у друштву, представљају основу на којој се вековима касније развијао социјализам. Наравно, рано хришћанство је позивало на добровољну расподелу добара, а не на присилно одузимање имовине, као и на милосрдан однос између богатих и сиромашних, а не рат међу класама.
Друштвени идеал у раном хришћанству била је прва заједница хришћана у Јерусалиму где је имовина била заједничка. Тај идеал касније наводе и многи црквени учитељи, а нарочито Свети Јован Златоусти.
Овај светитељ позивао је становнике града Константинопоља да по угледу на Јерусалимску цркву целокупну имовину добровољно ставе на располагање цркви, која би потом разделила ту имовину сваком према потребама. Сматрао је да би тада сви били задовољни и да би такви социјални односи, засновани на узајамности и солидарности, привукли нехришћане хришћанској вери.

## Појава хришћанског социјализма
Масовна индустријализација и убрзани развој капитализма у XIX веку узроковали су велике социјалне проблеме. На једној страни налазили су се богати власници фабрика, тј. капиталисти, а на другој сиромашни радници без икакве имовине. Сиромашење радника пратили су настанак и ширење многобројних револуционарних социјалистичких идеја, странака и покрета, попут марксизма различитих струја, социјалдемократије, те анархизма различитих струја. Социјално питање је током XIX века постало и најважније политичко питање.

## Хришћански социјализам у Великој Британији
Хришћански социјализам у савременом облику настаје у Великој Британији, у крилу Англиканске цркве. Међу главним оснивачима били су Фредерик Морик, Чарлс Кингсли, Џон Лудлоу. Термин „хришћански социјализам“ је први пут употребио британски англикански свештеник и теолог Фредерик Морик 1848. године.
Хришћански социјалисти су полазили од идеје да се у Јеванђељу (срп. "Радосна вест") налазе одговори на социјална питања и да основу и суштину социјализма чини хришћанска етика. Критиковали су необуздани капитализам који је довео до сиромашења великог броја радника и предлагали класну сарадњу уместо бескрупулозне конкуренције. Наглашавали су важну улогу цркве у борби против социјалних неправди. Хришћански социјализам је представљао христијанизацију идеја и праксе утопијског социјализма (Сен Симон, Овен) и није био повезан са идејама Карла Маркса.
Хришћански социјалисти видели су друштво као органску заједницу засновану на сарадњи и солидарности насупрот индивидуалистичком схватању друштва као простог збира себичних појединаца. Хришћански социјалисти су иницирали стварање радничких удружења, кооператива и задруга. Осим тога, оснивали су и посебне образовне установе (попут Радничког мушког колеџа) у којима су радили на едукацији радника, чинећи образовање доступним сиромашним слојевима. У фокусу су им била социјално-економска, а не политичка питања.
Може се рећи да је карактер хришћанског социјализма био реформистички, а не револуционаран или радикалан.

## Католичкo социјално учење
За Римокатоличку цркву, распадање старог поретка, органског друштва и сиромашење великог броја радника значило је и губитак пастве која се окретала нерелигијском погледу на свет и револуционарним политичким решењима.
Проучавајући социјалистичке и либералне теорије које су доводиле у питање позицију Римокатоличке цркве, бискуп града Мајнца, Вилхелм Фон Кетелер, покушао је, током друге половине XIX века, да пружи хришћанско-социјални одговор на друштвене проблеме. Он је критиковао либерални капитализам и радикални социјализам, а као решење предлагао је добровољну редистрибуцију добара, социјалну солидарност виших са нижим класама, засновану на хришћанском милосрђу, и стварање кооперативних удружења. Ове идеје постале су основа модерног социјалног учења Римокатоличке цркве.
Римски папа Лав XIII донео је 1891. године енциклику Rerum Novarum, која је била посвећенa одбрани права радника у периоду индустријализације. У документу се захтевала праведна плата за раднике, оснивање католичких радничких организација и класна солидарност, као и сарадња послодаваца и радника. Капитализам је окарактерисан као „болест“, а радикални социјализам као „погрешан лек“.
Иако је Римокатоличка црква формално одбацила одређене концепте хришћанског социјализма, преко детаљно разрађеног социјалног учења заговарала је веома сличне идеје.

## Хришћански социјализам и руско православље
Иако је хришћански социјализам настао у оквиру протестантских конфесија, одмах је превазишао конфесионалне разлике. Његов утицај је приметан не само у римокатоличком, већ и у православном свету.
У Русији је велики број религијских филозофа, теолога, свештеника и књижевника прихватио идеје хришћанског социјализма. У социјалним и филозофским погледима Фјодора Достојевског и Лава Толстоја могу се приметити идеје хришћанског социјализма. Филозоф Владимир Соловјов писао је о „истини социјализма“, тј. „да треба признати истину социјализма да би се победила лаж социјализма“. Поједини руски религијски филозофи (Николај Берђајев, Сергеј Булгакова, Георгије Федотов) који су првобитно прошли кроз марксистичку фазу да би се потом окренули православљу, заступали су отворено хришћански социјализам. Према Булгакову, догматске основе хришћанског социјализма произилазе из „опште идеје Цркве која као квасац делује у читавом свету, и та идеја није ништа друго до идеја богооваплоћења.“
Запажена практична делатност хришћанско-социјалистичких организација односи се на период револуције 1905–1907. године. Харизматични раднички вођа и православни свештеник Георгије Гапон формирао је организацију „Скупштина руских фабричких радника Санкт Петербурга“, која је окупљала више радничких удружења, десетине хиљада радника и учестовавала историјским догађајима познатим као Крвава недеља. Нажалост, утицај хришћанског социјализма у Русији временом је опадао, док је бољшевизам као засебна струја ауторитарног приступа идеји социјализма све више јачао.

## Однос хришћанског социјализма и марксизма
Синтагма „хришћански социјализам“ може се учинити контрадикторном, јер се појам социјализам најчешће повезује са различитим струјама марксизма и секуларног социјализма.
Потребно је нагласити да је однос марксистичких струја и хришћанског социјализма међусобно различит. Основна разлика је у односу према религији. Марксистички концeпти социјализма су секуларистички, док се хришћански социјализам заснива на хришћанству.

## Хришћански социјализам као савремени социјални коректив
Значај хришћанског социјализма у Европи огледа се у стварању одговорне социјалне државе. Треба нагласити да је то форма социјализма која нема ништа заједничко са тоталитарним системима реал-социјализма 20. века или ауторитарним и присилним колективизмом. Напротив, хришћански социјализам је увек био у опозицији према таквим идеологијама и системима. Са друге стране, хришћански социјализам је оштро критиковао неправде учињене радницима изазване неспутаним деловањем капитализма.
У основи хришћанског социјализма су социјални принципи хришћанства попут солидарности, брига за радничке слојеве и побољшање њиховог положаја еволуцијом, а не револуцијом.
Хришћански социјализам не представља крути и затворени идеолошки систем, нити самосталну и значајну политичку снагу. Његове идеје су данас углавном инкорпориране у програме умерених социјалистичких, социјалдемократских странака (попут британске Лабуристичке странкe), али и демохришћанских и хришћанско-социјалних странака (нпр. немачке Хришћанско-демократске уније или Хришћанско-социјалне уније).
Хришћански социјализам може имати значајнију улогу у будућности, обзиром на то да није политички компромитован као друге варијанте социјализма. Може постати коректив „дивљем“ моделу капитализма, који као модел капитализма занемарује социјалну компоненту и раднике препушта на милост и немилост суровој тржишној конкуренцији.